# NRC (krant)
NRC (van 1970 tot 25 april 2022 NRC Handelsblad) is een Nederlands dagblad. De krant heeft de statuur van een kwaliteitskrant en wordt traditioneel beschouwd als een dagblad van liberale signatuur. Volgens journalist Hans Roodenburg is de krant in de loop der jaren verschoven van rechts-liberaal naar links-liberaal. De hoofdredactie was aanvankelijk in Rotterdam gevestigd, maar verhuisde in 2012 naar Amsterdam.
De krant verscheen voor het eerst op 1 oktober 1970, na een fusie van het Algemeen Handelsblad (opgericht in 1828 te Amsterdam) en de Nieuwe Rotterdamsche Courant (opgericht in 1843 te Rotterdam). De kranten werden in de volksmond kortweg Handelsblad en NRC genoemd en de gecombineerde krant kreeg de naam van deze afgekorte namen. Om de oorspronkelijke abonnees van de fuserende kranten aan de fusie te laten wennen bestonden de eerste tijd twee edities: NRC Handelsblad, met een speciale pagina Rotterdams nieuws, en Handelsblad NRC, waarin een Amsterdamse pagina was opgenomen. Deze laatste titel werd in mei 1972 geschrapt.

## Geschiedenis

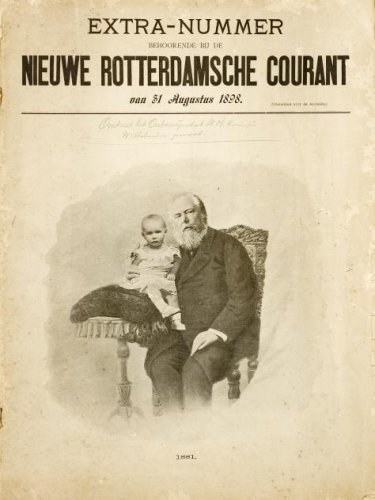
Een oude editie van de Nieuwe Rotterdamsche Courant, een van de voorgangers van NRC Handelsblad, van 31 augustus 1898: Prinses Wilhelmina op schoot bij haar vader, Koning Willem III, wordt 18 jaar en daardoor koningin.

### Format
De krant profileert zichzelf als kwaliteitskrant van liberale signatuur en is met een oplage van ongeveer 300.000 exemplaren (februari 2024) de op drie na grootste betaalde krant van Nederland, na De Telegraaf, het Algemeen Dagblad en de Volkskrant. Het motto van de krant is Lux et Libertas, wat staat voor Licht en Vrijheid, waarbij licht naar de Verlichting en vrijheid naar de liberale staatsman Thorbecke verwijst. Dit motto werd door NRC Handelsblad overgenomen van voorloper Algemeen Handelsblad, dat dit vanaf 1 maart 1928 gebruikte.
NRC concentreert zich op berichtgeving over het buitenland, politiek, economie, opinie en kunst. De krant heeft met 21 correspondenten een relatief groot buitenlands netwerk en kent bovendien een traditie in onderzoeksjournalistiek. In 2005 wonnen de redacteurs Joost Oranje en Jeroen Wester de Prijs voor de Dagbladjournalistiek met hun onderzoek naar het boekhoudschandaal bij supermarktconcern Ahold. In 2006, 2007, 2012, 2013, 2014, 2016 en 2017 wonnen verscheidene redacteurs van NRC Handelsblad een Tegel, een Nederlandse journalistieke prijs.

#### Katernen
Sinds 7 maart 2011 verschijnen de verschillende edities van NRC op tabloidformaat en niet langer op broadsheetformaat. Op zaterdag verschijnt de krant sindsdien als NRC Weekend, dat meer gericht is op onderzoeksjournalistiek en verhalen over duurzaamheid en persoonlijke financiën. Er werd tevens een katern toegevoegd over mode, design, gastronomie en reizen. Eerder, in 2006, ontstond al een aanvulling op NRC Handelsblad door de introductie van nrc.next gericht op jongere lezers. In 2017 werden nrc.next en NRC Handelsblad twee edities van dezelfde krant, respectievelijk een ochtend- en middageditie. Alleen belangrijk laatste nieuws kreeg nog een nieuwe plaats in de eerste pagina's van de middag- of ochtendeditie. Vanaf 29 maart 2021 werd voor de ochtendeditie de naam NRC gebruikt in plaats van nrc.next, en op 25 april 2022 kwam de middageditie te vervallen, waarmee er een einde kwam aan NRC Handelsblad.
Elke donderdag is de krant voorzien van een cultureel katern, dat de actualiteit op het gebied van kunst en cultuur in binnen- en buitenland volgt met artikelen, beschouwingen en interviews. Als eerste in Nederland kwam de krant in 1971 met deze wekelijkse cultuurbijdrage. Daarnaast verschijnt op maandagen een sportbijlage met achterin pagina's over economie; de rest van de doordeweekse dagen heeft de krant een aparte economiebijlage en op vrijdag heeft de krant ook een boekenbijlage.
Sinds december 1998 gaf NRC Handelsblad de kleurenbijlage M uit, die tot maart 2009 maandelijks verscheen. Met ingang van april dat jaar werd M vervangen door NRC Magazine, dat wekelijks deel uitmaakte van de zaterdagse krant. In de zaterdageditie zijn ook de bijlage wetenschap, opinie en debat opgenomen. Eén keer per maand verschijnt Het Blad bij NRC.
Op 1 september 2003 ging het internetmagazine Spunk een alliantie aan met NRC Handelsblad, waarmee Spunk.nl het onlinejongerenmagazine van NRC.nl werd. Een selectie van de artikelen afkomstig van Spunk verschenen elke zaterdag in NRC Handelsblad. Op 9 november 2007 maakte uitgever Frank Bierens van Spunk bekend te stoppen met de samenwerking met NRC en in plaats daarvan een project te starten met de socialenetwerksite Myspace.

#### Vernieuwing
In september 2010 gaf de destijds nieuwe hoofdredacteur Peter Vandermeersch in een door GeenStijl uitgelekte interne nota aan hoe de krant meer dynamiek te geven en tot het centrum van het politieke en intellectuele debat te brengen. Medio november van dat jaar werden door Vandermeersch de eerste zichtbare veranderingen aan de krant doorgevoerd. De krant groeide in omvang, werd voorzien van een gewijzigde indeling en kreeg nieuwe rubrieken en columnisten. De sinds 1 oktober 1970 strikt gehandhaafde volgorde "eerst feiten, dan meningen" werd daardoor radicaal verlaten. Op pagina drie van de krant werd het nieuwsonderwerp van de dag steviger uitgewerkt. Daarnaast kwam er een wekelijkse opiniepagina waarop drie politici, verspreid over het politieke spectrum, een column kregen. Dit waren Jolande Sap van GroenLinks, Ton Elias van de VVD en Martin Bosma van de PVV. Het voornemen was ook de mediaberichtgeving uit te breiden en op de achterpagina verschenen populaire nieuwsberichtjes.
Per 1 januari 2011 beëindigde de krant het contract met het Nederlandse persagentschap ANP en stapte zij over naar het Amsterdamse persbureau Novum, dat volgens de redactie flexibeler en innovatiever zou zijn. Begin 2015 stapte NRC echter toch weer over naar het ANP, omdat Novum was overgenomen door het ANP.

## Medewerkers

### Hoofdredacteuren
De hoofdredactie van NRC zetelde tot 8 december 2012 in Rotterdam. Per 10 december 2012 is de hoofdredactie verhuisd naar de voormalige optiebeurs van architect Cees Dam aan het Rokin vlak bij de Dam in Amsterdam. Het interieur kreeg een nieuwe vormgeving van de hand van architect Jaap Dijkman. Reeds voor de verhuizing bevond zich een belangrijk redactiebureau van de krant in Amsterdam. Sinds 2024 is Patricia Veldhuis hoofdredacteur; daarvoor was ze vanaf augustus 2023 plaatsvervangend hoofdredacteur.

### Journalisten
De krant heeft door de jaren heen vele journalisten in dienst gehad, waarvan enkele ook werden bekroond met een Tegel, De Loep of andere journalistieke prijzen. Zo wonnen Clara van de Wiel en Hugo Logtenberg in 2019 een Tegel in de categorie Achtergrond over #MeToo bij de Universiteit van Amsterdam. In 2017 won Jannetje Koelewijn in de categorie Interview en Joep Dohmen en Esther Rosenberg in de categorie Onderzoek. Verder waren er door de jaren heen prijzen voor Thomas Rueb, Tom Kreling, Menno Tamminga, Philip de Witt Wijnen, Gerard van Westerloo, Mark Lievisse Adriaanse en Derk Stokmans. Ook Robert Chesal, Joris Luyendijk, Nina Jurna, Lamyae Aharouay, Stefan Vermeulen en Bas Haan werk(t)en voor de krant.

### Columnisten
NRC heeft enkele bekende columnschrijvers in dienst (gehad), zoals Jérôme Heldring, Frits Abrahams, Henk Hofland, Marjoleine de Vos, Mark Kranenburg, Carolien Roelants, Martin van Amerongen, Hubert Smeets, Folkert Jensma, Marc Chavannes, Hugo Camps, Rita Kohnstamm, Joyce Roodnat, Piet Borst, Caroline de Gruyter, Abdelkader Benali, Japke-d. Bouma, Ellen Deckwitz, Robbert Dijkgraaf, Beatrice de Graaf, Youp van 't Hek, Wilfried de Jong, Margriet Oostveen, Zihni Özdil, Bas Heijne, Marcel van Roosmalen, Rosanne Hertzberger, Tom-Jan Meeus, Peter Kuipers Munneke, Ernst-Jan Pfauth, Rob Wijnberg, Clarence Seedorf en Marijn de Vries.

### Cartoonisten
- Frits Müller
- Kamagurka
- Ruben Oppenheimer
- Hajo de Reijger
- Tjeerd Royaards
- Jean-Marc van Tol (Fokke en Sukke)

## Afgeleide vormen van de krant

### NRC de Week, internationale editie (1947-heden)
Al sinds 1846 hebben Nederlanders in het buitenland een eigen Nederlandse krant. Met de Editie voor Oost- en West-Indië, China en Japan van de Nieuwe Rotterdamsche Courant bleven ze maandelijks op de hoogte van het nieuws uit hun vaderland. In 1947 werd overgeschakeld naar wekelijkse informatievoorziening met NRC Overzeesche Weekeditie. Ook de lezersgroep veranderde: steeds meer hoogopgeleiden die een tijdje in het buitenland werkten, lazen de weekeditie. In 1986 veranderde de naam in NRC Handelsblad Weekeditie voor het Buitenland en in 1999 naar NRC Handelsblad Web- en Weekeditie voor het Buitenland. De lezers verbleven immers lang niet altijd overzee, maar door de Europese eenwording ook steeds vaker op het vasteland. In 1996 werd een dagelijkse berichtenservice per e-mail en digitale toegang tot alle artikelen uit de dagkrant aan de Web- en Weekeditie toegevoegd. Sinds 28 april 2007 verschijnt NRC de Week in de huidige vorm op tabloidformaat en geheel in kleur.

### We the People(mei en juni 2006)
In mei en juni 2006 liep het project We the People, een experiment voor directe democratie over de Europese grondwet.

### nrc.next(2006-2021)
Op 14 maart 2006 begon NRC Handelsblad opnieuw (de eerste keer was dat op 29 april 1946 toen de NRC het Algemeen Dagblad ten doop hield) met de uitgave van een ochtendkrant, nrc.next. Deze krant verschijnt op tabloidformaat, naast de reguliere middagkrant NRC Handelsblad (eerst alleen op werkdagen maar sinds 12 oktober 2013 ook op zaterdag). NRC wilde zo meedoen met twee trends (ochtendkranten en kranten op tabloidformaat), zonder afbreuk te doen aan haar imago van kwaliteitskrant. Nrc.next richtte zich vooral op lezers van 20 tot 35 jaar die nauwelijks kranten lazen en hun nieuws verkregen via televisie, radio, internet en de gratis kranten Metro en Sp!ts. De naam van de krant werd gekozen omdat nrc.next "de volgende generatie van NRC Handelsblad wil zijn, om een nieuwe generatie mediagebruikers te bedienen". Op de eerste dag werd de krant gratis uitgedeeld, de twee maanden daarna was de krant voor 50 eurocent te koop en uiteindelijk voor de normale prijs van 1 euro. De zaterdageditie kostte 2 euro. In het begin waren de reacties van andere kranten niet erg positief, onder meer omdat men dacht dat de jeugd geen krant wilde lezen.
Van september 2010 tot september 2012 was filosoof, columnist en publicist Rob Wijnberg de eerste hoofdredacteur van nrc.next. Deze functie kende deze krant voordien niet, omdat de hoofdredacteur van NRC Handelsblad die taak vervulde. Hij werd opgevolgd door Marcella Breedeveld en Gretha Pama. In 2017 werd nrc.next de ochtendeditie van middagkrant NRC Handelsblad, waarbij er inhoudelijk weinig meer verschilde. In 2021 verdween de naam, en sindsdien heet de ochtendeditie NRC.

### NRC Q(2014-2016)
NRC Q was een digitale zakelijke publicatie, gemaakt voor telefoon, tablet en pc. Het was vanaf 13 mei 2014 beschikbaar voor het publiek. Midden 2016 werd NRC Q gesloten en de redacteuren werden geïntegreerd in de NRC internetredactie.

## Eigenaar

### PCM Uitgevers
De krant maakte met onder meer het Algemeen Dagblad deel uit van de Nederlandse Dagblad Unie, totdat het concern in 1995 overgenomen werd door PCM Uitgevers, uitgever van onder meer de Volkskrant en Trouw. Nadat De Persgroep PCM overnam in het voorjaar van 2009 werd NRC Media afgestoten.

### Egeria/Het Gesprek
Hoewel er door de redactie werd geopperd om zelfstandig door te gaan werd de krant in december van dat jaar geveild. De overnamekandidaten deden op 9 december 2009 een bod. Nadat zowel De Persgroep Nederland als de redactie NRC hadden ingestemd, werden Egeria en Lux Media de nieuwe eigenaren van NRC Media. Egeria, de investeringsmaatschappij van de familie Brenninkmeijer, nam een belang van 80%, en de televisiezender Het Gesprek werd via Lux Media voor 20% eigenaar. Op 16 september 2010 verkochten Ruud Hendriks en Harry de Winter hun aandeel in Lux Media aan Egeria. Hierdoor hield alleen Derk Sauer nog een belang in Lux Media en daarmee indirect een belang van 9% in NRC Media.

### Mediahuis
In maart 2014 werd NRC Media door Egeria, met inmiddels 91% van de aandelen, te koop aangeboden. In februari 2015 werd bekend dat het Vlaamse Mediahuis de nieuwe eigenaar was geworden. De overnamesom lag tussen de 90 en 95 miljoen euro, waarvan Mediahuis ongeveer een derde betaalde, een derde werd geleend bij ABN AMRO en verder betaalden de Stichting Democratie en Media en de investeringsmaatschappij van de Vereniging Veronica ook mee.